# ITF feminino de Midland
O ITF feminino de Midland – ou Dow Tennis Classic, na última edição – foi um torneio de tênis profissional feminino, de nível W100.
Realizado em Midland, no estado de Michigan, nos Estados Unidos, estreou em 1994 e durou vinte e sete edições. Os jogos eram disputados em quadras duras cobertas durante o mês de fevereiro.

## Finais

### Simples
| Ano  | Campeã               | Vice-campeã          | Resultado       |
| ---- | -------------------- | -------------------- | --------------- |
| 2020 | Shelby Rogers        | Anhelina Kalinina    | w.o.            |
| 2019 | Catherine McNally    | Jessica Pegula       | 6–2, 6–4        |
| 2018 | Madison Brengle      | Jamie Loeb           | 6–1, 6–2        |
| 2017 | Tatjana Maria        | Naomi Broady         | 6–4, 66–7, 6–4  |
| 2016 | Naomi Broady         | Robin Anderson       | 66–7, 6–0, 6–   |
| 2015 | Tatjana Maria        | Louisa Chirico       | 6–2, 6–2        |
| 2014 | Heather Watson       | Ksenia Pervak        | 6–4, 6–0        |
| 2013 | Lauren Davis         | Ajla Tomljanović     | 6–3, 2–6, 7–62  |
| 2012 | Olga Govortsova      | Magdaléna Rybáriková | 6–3, 66–7, 7–65 |
| 2011 | Lucie Hradecká       | Irina Falconi        | 6–4, 6–4        |
| 2010 | Elena Baltacha       | Lucie Hradecká       | 5–7, 6–2, 6–3   |
| 2009 | Lucie Hradecká       | Eleni Daniilidou     | 6–3, 6–3        |
| 2008 | Laura Granville      | Ashley Harkleroad    | 6–1, 6–1        |
| 2007 | Jill Craybas         | Laura Granville      | 2–6, 6–3, 6–3   |
| 2006 | María Emilia Salerni | Vasilisa Bardina     | 6–3, 3–6, 6–4   |
| 2005 | Laura Granville      | Cho Yoon-jeong       | 6–3, 3–6, 7–66  |
| 2004 | Jill Craybas         | Nicole Vaidišová     | 6–2, 6–4        |
| 2003 | Bianka Lamade        | Laura Granville      | 6–3, 1–6, 6–4   |
| 2002 | Li Na                | Mashona Washington   | 6–1, 6–2        |
| 2001 | Cho Yoon-jeong       | Tara Snyder          | 6–3, 6–1        |
| 2000 | Nicole Pratt         | Yuka Yoshida         | 6–4, 6–3        |
| 1999 | Anne Kremer          | Tara Snyder          | 3–6, 6–1, 7–5   |
| 1998 | Alexandra Stevenson  | Samantha Reeves      | 7–6, 6–1        |
| 1997 | Kimberly Po          | Meilen Tu            | 6–2, 6–3        |
| 1996 | Anna Kournikova      | Lindsay Lee          | 7–6, 6–1        |
| 1995 | Chanda Rubin         | Brenda Schultz       | 6–3, 6–2        |
| 1994 | Brenda Schultz       | Meredith McGrath     | 6–2, 1–0, ab.   |

### Duplas
| Ano  | Campeãs                              | Vice-campeãs                         | Resultado          |
| ---- | ------------------------------------ | ------------------------------------ | ------------------ |
| 2020 | Caroline Dolehide Maria Sanchez      | Valeria Savinykh Yanina Wickmayer    | 6–3, 6–4           |
| 2019 | Olga Govortsova Valeria Savinykh     | Cori Gauff Ann Li                    | 6–4, 6–0           |
| 2018 | Kaitlyn Christian Sabrina Santamaria | Jessica Pegula Maria Sanchez         | 7–5, 4–6, [10–8]   |
| 2017 | Ashley Weinhold Caitlin Whoriskey    | Kayla Day Caroline Dolehide          | 7–61, 6–3          |
| 2016 | Catherine Bellis Ingrid Neel         | Naomi Broady Shelby Rogers           | 6–2, 6–4           |
| 2015 | Julie Coin Emily Webley-Smith        | Jacqueline Cako Sachia Vickery       | 4–6, 7–64, [11–9]  |
| 2014 | Anna Tatishvili Heather Watson       | Sharon Fichman Maria Sanchez         | 7–5, 5–7, [10–6]   |
| 2013 | Melinda Czink Mirjana Lučić-Baroni   | Maria Fernanda Alves Samantha Murray | 5–7, 6–4, [10–7]   |
| 2012 | Andrea Hlaváčková Lucie Hradecká     | Vesna Dolonts Stéphanie Foretz Gacon | 7–64, 6–2          |
| 2011 | Jamie Hampton Anna Tatishvili        | Irina Falconi Alison Riske           | w.o.               |
| 2010 | Lucie Hradecká Laura Granville       | Lilia Osterloh Anna Tatishvili       | 7–63, 3–6, [12–10] |
| 2009 | Chen Yi Rika Fujiwara                | Melinda Czink Lindsay Lee-Waters     | 7–5, 7–65          |
| 2008 | Ashley Harkleroad Shenay Perry       | Surina de Beer Rika Fujiwara         | 3–6, 6–4, [10–6]   |
| 2007 | Laura Granville Abigail Spears       | Maureen Drake Stéphanie Dubois       | 6–4, 3–6, 6–3      |
| 2006 | Milagros Sequera Meilen Tu           | María José Argeri Letícia Sobral     | 4–6, 7–5, 6–4      |
| 2005 | Yuliya Beygelzimer Kelly McCain      | Anna Bastrikova Iryna Kuryanovich    | 6–2, 6–4           |
| 2004 | Sofia Arvidsson Åsa Svensson         | Allison Baker Tara Snyder            | 7–65, 6–2          |
| 2003 | Teryn Ashley Abigail Spears          | Bethanie Mattek Shenay Perry         | 6–1, 4–6, 6–4      |
| 2002 | Janet Lee Elena Tatarkova            | Maria Geznenge Michaela Paštiková    | 6–1, 6–3           |
| 2001 | Yvette Basting Elena Tatarkova       | Jennifer Hopkins Petra Rampre        | 3–6, 7–64, 6–4     |
| 2000 | Esmé de Villers Rika Hiraki          | Surina de Beer Tzipi Obziler         | 6–1, 1–6, 6–1      |
| 1999 | Liezel Horn Samantha Smith           | Kristin Freye Sonya Jeyaseelan       | 7–6, 0–6, 7–5      |
| 1998 | Catherine Barclay Kerry-Anne Guse    | Olga Barabanschikova Erika de Lone   | 6–2, 6–4           |
| 1997 | Angela Lettiere Nana Miyagi          | Janet Lee Lindsay Lee                | 6–3, 6–2           |
| 1996 | Angela Lettiere Corina Morariu       | Katrina Adams Debbie Graham          | 7–6, 7–6           |
| 1995 | Chanda Rubin Brenda Schultz          | Laxmi Poruri Varalee Sureephong      | 6–3, 6–2           |
| 1994 | Erica Adams Jeri Ingram              | Tracey Morton-Rodgers Vickie Paynter | 6–1, 5–7, 6–4      |